# Gaio Genucio Clepsina
Gaio Genucio Clepsina (latino: Gaius Genucius Clepsina; fl. 276-270 a.C.) è stato un politico e generale romano.

## Biografia
Probabilmente era fratello di Lucio Genucio Clepsina, uno dei consoli del 271 a.C., Gaio fu il primo della sua famiglia a diventare console nel 276 a.C. ed ebbe come collega Quinto Fabio Massimo Gurgite. L'unico fatto degno di nota in tale anno fu che la città di Roma fu flagellata da una grave pestilenza .
Fu nuovamente eletto console nel 270 a.C. con Gneo Cornelio Blasione.